# HMS Royal George (1756)
Pour les autres navires du même nom, voir HMS Royal George.
Le HMS Royal George est un vaisseau de ligne de premier rang de 100 canons de la Royal Navy britannique. Construit aux chantiers navals de Woolwich Dockyard et lancé le 18 février 1756, il est le plus grand vaisseau de guerre du monde au moment de son lancement. Il sert pendant la guerre de Sept Ans, et est le vaisseau amiral de l'amiral Hawke pendant la bataille des Cardinaux, sous le commandement du capitaine John Campbell. Il sert à nouveau pendant la guerre d'indépendance des États-Unis, notamment à la bataille du cap Saint-Vincent en 1780.
Il coule au cours d'une manœuvre d'entretien de routine alors qu'il était au mouillage à Portsmouth le 29 août 1782, causant la mort de plus de 800 personnes se trouvant à bord. Il s'agit de l'un des naufrages les plus meurtriers de l'Histoire du Royaume-Uni, derrière le désastre naval de Sorlingues (1707).

## Sources et bibliographie
- (en) Cet article est partiellement ou en totalité issu de l’article de Wikipédia en anglais intitulé « HMS Royal George (1756) » (voir la liste des auteurs).
- (en) Roy Adkins et Lesley Adkins, Jack Tar : The Extraordinary Lives of Ordinary Seamen in Nelson's Navy, Abacus, 2009, 480 p. (ISBN 978-0-349-12034-8)
- (en) Brian Lavery, The Ship of the Line : Volume 1 : The Development of the Battlefleet 1650-1850, Conway Maritime Press, 2003 (ISBN 0-85177-252-8)
- (en) Nicholas Tracy, Who's Who in Nelson's Navy : 200 Naval Heroes, Londres, Chatham Publishing, 2006, 384 p. (ISBN 1-86176-244-5)
- (en) Rif Winfield, British Warships in the Age of Sail 1714-1792 : Design, Construction, Careers and Fates, Seaforth, 2007, 400 p. (ISBN 978-1-84415-700-6, lire en ligne)
- David Hepper, British Warship Losses in the Age of Sail, 1650-1859 (1994)
- John Harris, Lost st Sea